# Onthophagus peninsulocupreus
Onthophagus peninsulocupreus é uma espécie de inseto do género Onthophagus, família Scarabaeidae, ordem Coleoptera.
Foi descrita cientificamente por Krikken & Huijbregts em 2009.